# Глутатіон-S-трансфераза P
Глутатіон-S-трансфераза P (англ. Glutathione S-transferase pi 1) – білок, який кодується геном GSTP1, розташованим у людей на короткому плечі 11-ї хромосоми. Довжина поліпептидного ланцюга білка становить 210 амінокислот, а молекулярна маса — 23 356.
| 10         |  | 20         |  | 30         |  | 40         |  | 50         |
| ---------- |  | ---------- |  | ---------- |  | ---------- |  | ---------- |
| MPPYTVVYFP |  | VRGRCAALRM |  | LLADQGQSWK |  | EEVVTVETWQ |  | EGSLKASCLY |
| GQLPKFQDGD |  | LTLYQSNTIL |  | RHLGRTLGLY |  | GKDQQEAALV |  | DMVNDGVEDL |
| RCKYISLIYT |  | NYEAGKDDYV |  | KALPGQLKPF |  | ETLLSQNQGG |  | KTFIVGDQIS |
| FADYNLLDLL |  | LIHEVLAPGC |  | LDAFPLLSAY |  | VGRLSARPKL |  | KAFLASPEYV |
| NLPINGNGKQ |  |            |  |            |  |            |  |            |

A: Аланін

C: Цистеїн

D: Аспарагінова кислота

E: Глутамінова кислота

F: Фенілаланін

G: Гліцин

H: Гістидин

I: Ізолейцин

K: Лізин

L: Лейцин

M: Метіонін

N: Аспарагін

P: Пролін

Q: Глутамін

R: Аргінін

S: Серин

T: Треонін

V: Валін

W: Триптофан

Цей білок за функцією належить до трансфераз. 
Локалізований у цитоплазмі, ядрі, мітохондрії.